# Richard Meister
Richard Meister (* 5. Februar 1881 in Znaim, Mähren; † 11. Juni 1964 in Wien) war ein österreichischer Wissenschaftler, der sich vor allem mit Klassischer Philologie und mit Pädagogik beschäftigte.
Er absolvierte sein ganzes Studium in Wien, wurde 1918 außerordentlicher Professor für Klassische Philologie und 1923 ordentlicher Professor für Pädagogik an der Universität Wien. Er hatte bedeutenden Einfluss in der österreichischen Schulpolitik. Nach dem Anschluss Österreichs ans Deutsche Reich 1938 wurde er von seinem Lehrstuhl entfernt, da es innerhalb der NSDAP Vorbehalte dagegen gab, Meister in diesem für die Ausbildung der Jugend zentralen Fach Pädagogik wirken zu lassen. Er wurde auf den Lehrstuhl für Klassische Philologie versetzt und behielt diesen während der Jahre der nationalsozialistischen Herrschaft. In der Nachkriegszeit übte er wichtige Leitungsfunktionen aus: Bereits 1945 wurde er Prorektor (später Rektor) der Universität Wien und Vizepräsident (später Präsident) der Österreichischen Akademie der Wissenschaften. In Erinnerung bleibt vor allem sein einflussreiches Wirken als Pädagoge, aber seine Publikationen befassen sich nur zum Teil mit der Pädagogik als Wissenschaft; weitere Schwerpunkte waren die Klassische Philologie, die Geschichte wissenschaftlicher Institutionen, die Bildungspolitik und die Kulturphilosophie. In weltanschaulicher Hinsicht war Meister humanistisch und deutschnational eingestellt.

## Leben

### Studium, Forschung und Schullehrdienst
Der Vater von Richard Meister war der in Znaim (tschechisch Znojmo) tätige Rechtsanwalt Anton Meister. Zu Richard (Karl) Meister (1848–1912) besteht keine nähere Verwandtschaft. Dieser war ebenfalls klassischer Philologe, mit dem Schwerpunkt auf griechischen Dialekten, und war Lehrer am Nikolaigymnasium in Leipzig.
Nach dem Gymnasialabschluss im Jahr 1899 studierte Meister an der Universität Wien Klassische Philologie, Germanistik, Vergleichende Sprachwissenschaft und Philosophie. Er promovierte im Jahr 1904 zum Dr. phil. bei dem Indogermanisten Paul Kretschmer mit einer Untersuchung über Die flexivischen Eigentümlichkeiten in der Sprache der Septuaginta. 1905 absolvierte er die Lehramtsprüfung für Gymnasien für die Fächer Latein und Griechisch im Hauptfach sowie Deutsch im Nebenfach, 1909 zusätzlich für Philosophische Propädeutik.
Meister arbeitete 1906/07 am Thesaurus Linguae Latinae an der Universität München mit.
Ab 1907 war Meister provisorischer Gymnasiallehrer in Znaim. 1909 bekam er eine Stelle als Gymnasialprofessor in Wien.
In dieser Zeit befasste er sich intensiv mit der Didaktik seiner Fächer, mit der Gymnasialbildung, dem Bildungswert der Antike sowie generell mit der Theorie und Geschichte der Pädagogik. Er publizierte z. B. Über die Verwendung der Aristotelischen Logik im Propädeutikunterricht der humanistischen Gymnasien,
über Die Mittel zur wissenschaftlichen Fortbildung der Mittelschullehrer
oder Zur didaktischen Behandlung von Ciceros philosophischen Schriften.
Meister blieb unverheiratet und hatte keine Kinder.

### Universitätsprofessur ab 1918
Mit dem Wiener Professor für Pädagogik Alois Höfler besprach Meister vor dem Ersten Weltkrieg eine mögliche Habilitation.
Dazu kam es jedoch nicht mehr, denn Meister wurde 1918 außerordentlicher Professor für klassische Philologie an der Universität Graz, obwohl er auch für dieses Fach nicht habilitiert war. 1920 wechselte er in gleicher Funktion an die Universität Wien, wo er bis zu seinem Tod wirkte. Er gehörte somit zu jenen Wissenschaftlern, die in der deutschsprachigen Bevölkerung Mährens aufwuchsen und während der Zeit der Habsburgermonarchie in der Hauptstadt Wien gute Entfaltungsmöglichkeiten fanden (wie Ernst Mach oder Sigmund Freud).
An der Wiener Philosophischen Fakultät wurde das Bildungsideal des humanistischen Gymnasiums sehr geschätzt. Als Höfler starb, berief die Fakultät den Grazer Professor für Pädagogik, Eduard Martinak, der aber aus privaten Gründen ablehnte. Martinak war ursprünglich Gymnasiallehrer gewesen, u. a. für Latein und Griechisch, und er war ein Verteidiger des altsprachlichen Gymnasiums. Ein solcher war auch Meister, der nun von der Berufungskommission ins Auge gefasst wurde. Für ihn wurde vorgebracht, dass er Erfahrung als Schullehrer hatte und die österreichische Schulsituation gut kannte. Außerdem hatte er schon bisher die Fakultät im Themenbereich der schulischen Bildung beraten. Einwände kamen von zwei kurz zuvor (1922) nach Wien berufenen Deutschen, denen Meisters wissenschaftliche Leistung im Bereich Pädagogik unzureichend schien: Karl Bühler sah methodische Mängel, und Moritz Schlick vermisste die Originalität. Die Mehrheit, zu der auch der Referent der Kommission, Robert Reininger, gehörte, entschied für Meister, und so wurde er 1923 ordentlicher Professor für dieses eigentlich ganz andere Fach. Als Professor befasste er sich vor allem mit dem „systematischen Kern der Pädagogik“ und betrieb den „Aufbau eines wissenschaftlichen Systems der Erziehungstheorie auf kulturphilosophischer Grundlage“, beschränkte sich also nicht auf moralphilosophische und psychologische Voraussetzungen oder auf Fragen der schulorganisatorischen Praxis.
Seit den 1920er Jahren hatte er – unterbrochen durch die Zeit des Nationalsozialismus – in der österreichischen Bildungspolitik beratende Funktionen. In seinem Aufsatz Vorschläge und Anregungen zu einer Neugestaltung der pädagogischen Vorbildung der Mittelschullehrer von 1923 legte er sein Anliegen einer Intensivierung der pädagogisch-theoretischen Ausbildung der Kandidaten für das höhere Lehramt dar. Diese Ausbildung sollte drei Hauptgebiete umfassen: Erstens „philosophische Voraussetzungswissenschaften“ (u. a. Ethik, Psychologie), zweitens eine „allgemeine Theorie der Pädagogik“, und drittens eine „besondere Unterrichtslehre“, d. h. die Didaktik und Methodik des jeweiligen Unterrichtsfaches. Meisters Vorschläge wurden großteils realisiert und fanden Eingang in die 1928 erlassene neue Prüfungsvorschrift für das Lehramt an Mittelschulen, ebenso in die von ihm ausgearbeitete Prüfungsordnung für das Lehramt an Mittelschulen von 1937.
Meister gehörte wichtigen Gremien wie dem 1934 eingerichteten Bundeskulturrat an, wirkte an Gesetzen und Verordnungen für Schulen sowie an Lehrplänen mit.
In seinen Schriften bemühte sich Meister um Verständlichkeit und Klarheit. Er war ein „Mann der Definitionen“;
oft wird seine Definition von Erziehung angeführt:
„Erziehung ist die planmäßige Führung, die die erwachsene Generation der heranwachsenden bei ihrer Auseinandersetzung mit der überkommenen Kultur angedeihen lässt.“
Seine Argumente und Formulierungen setzten sich oft durch. Er lehnte den von Otto Glöckel betriebenen Plan einer „Einheitsschule“ für 10-bis-14-Jährige ab.
Auch wo er sich für eine bestimmte Richtung einsetzte, war er sachlich und kompromissbereit.
Bis 1938 nahm Meister ungefähr 70 pädagogische Dissertationen als Erstgutachter an, die er jedoch großenteils nur mit „genügend“ bewertete.
Im Studienjahr 1930/31 war er Dekan der philosophischen Fakultät.
1931 wurde er zum korrespondierenden, 1934 zum wirklichen Mitglied der Akademie der Wissenschaften in Wien gewählt.
Meister gehörte schon in den 1920er Jahren der Vereinigung Bärenhöhle an, einer gut organisierten Gruppe von antisemitischen Professoren an der philosophischen Fakultät, die erfolgreich akademische Karrieren von Juden in Wien verhinderte. Das Pendant an der Rechts- und Staatswissenschaftlichen Fakultät war der Spannkreis.

### Versetzung nach dem Anschluss
Meisters Weltanschauung lässt sich folgendermaßen charakterisieren:
„Er war ein humanistischer Liberaler mit Neigung zu einem aufgeklärten Kulturkatholizismus und der für seine Heimat Mähren charakteristischen großdeutsch-nationalen Orientierung.“
Von daher ist es verständlich, dass die zuständigen Nationalsozialisten Meister nicht das ideologisch zentrale Fach Pädagogik anvertrauen wollten, er kam aber aufgrund seiner antisemitisch und deutschnational-großdeutschen Orientierung auch nicht in Konflikt mit der völkischen NS-Ideologie. 
Nach dem Anschluss Österreichs wurde er im April 1938 vom Pädagogik-Lehrstuhl entbunden und im Oktober 1938 auf eine Professur für Klassische Philologie (mit Schwerpunkt Latinistik) versetzt.
Formal dauerte seine Professur für Pädagogik bis zum 31. Oktober, am 1. November trat er seine Professur für Klassische Philologie an.
Die Politische Beurteilung durch den Wiener Dozentenbundführer Arthur Marchet zeigt neben einer grundsätzlichen Wertschätzung auch einen weltanschaulichen Vorbehalt („humanistisch“) und weist darauf hin, dass Meister bei den Studenten nicht gut ankam:
„Als Pädagoge vertrat er die humanistischen Bildungsideale. … Er besitzt eine erstaunliche Gesetzeskenntnis und ist sehr geschickt bei der Abfassung von Memoranden, von Vorschlägen für Prüfungsordnungen etc. vorgegangen. … Bei den Studenten war er nicht beliebt. Aber die Studierenden hielten ihn mit Unrecht für viele Verordnungen verantwortlich, für die er nichts konnte, weil sie im Auftrag höherer Stellen verlangt worden waren. Im Grunde seines Herzens war er wohlwollend eingestellt, zeigte sich aber oft unliebenswürdig.“
Diese Beurteilung ist in ihrer Tendenz wohlwollend verfasst. Sie enthält kein Datum und wurde wohl Juni/Juli 1938 geschrieben. Damals war Meister bereits von seinem Pädagogik-Lehrstuhl enthoben, und es ging bloß um die Frage, ob er definitiv einen Lehrstuhl für Klassische Philologie erhalten sollte. Das wollte Marchet anscheinend unterstützen.
Trotz des erwähnten Vorbehaltes konnte Meister weiterhin verantwortungsvolle Aufgaben in der philosophischen Fakultät wahrnehmen. Er wirkte an der Ausarbeitung der Studienordnung für das Institut für Lebenswirtschaftskunde mit, und damit zusammenhängende Briefe an das Reichs-Wissenschaftsministerium unterschrieb er in Vertretung des Dekans.
Am Wiener Philologischen Seminar wurden während der NS-Zeit knapp 60 Dissertationen betreut, durchwegs von Johannes Mewaldt und Meister, angenommen vorwiegend in den Jahren 1939 und 1940. Ungefähr ein Drittel zeigt stellenweise eine politische Färbung.
Es ist nicht belegt, dass Meister sich um eine Mitgliedschaft in der NSDAP bemühte, obwohl er der Österreichisch-deutschen Arbeitsgemeinschaft sowie dem Österreichisch-deutschen Volksbund angehört hatte; er hätte also auf seine darin erkennbare deutschnationale und antisemitische Einstellung hinweisen können.
Meister führte als leitender Funktionär zuverlässig die jeweiligen Vorgaben aus, etwa die Vorgabe, die Präsenz von Juden möglichst zurückzudrängen. Als die für 1943 geplante Ausstellung Die Wiener Persönlichkeit des 20. Jahrhunderts aus Kunst und Wissenschaft vorzubereiten war, teilte Meister dem Regierungsrat Ludwig Berg mit, dass bei der Auswahl der auszustellenden Porträts von Wissenschaftlern einige Kandidaten ausscheiden müssten: „Pirquet als nicht sicher arisch“ sowie Friedrich Freiherr von Wieser, „der nicht rein arisch war“.
Hier bemühte sich Meister, den NS-Erwartungen voll zu entsprechen. Über eine ungefähr gleichzeitig durchgeführte Ausstellung Wien – Kunst und Kultur unserer Zeit berichtete Meister in der Akademie. Dabei kritisierte er den sprunghaften Wechsel von Vorgaben im Laufe der Vorbereitung, der diese enorm erschwerte sowie den didaktischen Ertrag beeinträchtigte. D.h. Meister äußerte durchaus Bedenken bezüglich der Planung einer Ausstellung, allerdings nur innerhalb des erlaubten Rahmens. Zur Frage, ob eine Darstellung der Wiener Kultur um 1900 unter Weglassung des Judentums sinnvoll ist, äußerte sich Meister nicht. 
Nach Kriegsende gab es gegenteilige politisch-administrative Vorgaben: Nun teilte Meister als Generalsekretär der Akademie den zuvor ausgeschlossenen Juden mit, dass ihre Mitgliedschaft wieder gelte.

### Nachkriegszeit
In der Nachkriegszeit erhielt Meister zusätzlich wichtige akademische Leitungsfunktionen. Außerdem bekam er mehrere Ehrungen von städtischen und wissenschaftlichen Institutionen Wiens: 1956 den Ehrenring der Stadt Wien und 1957 das Österreichische Ehrenzeichen für Wissenschaft und Kunst. Außerdem erhielt er den Titel Hofrat. Er wurde am Hietzinger Friedhof beigesetzt. Das Grab ist bereits aufgelassen.
1972 – also acht Jahre nach Meisters Tod – wurde in Wien-Floridsdorf die Meistergasse nach ihm benannt.

#### Professur für Pädagogik und Kulturphilosophie
1945 erhielt Meister wieder die Professur für Pädagogik, nun erweitert um das Fach Kulturphilosophie. Der Zusammenhang zwischen beiden Fächern wird in einer weiteren Definition Meisters für Erziehung deutlich:
„Erziehung ist ein Gebiet der Kultur, ihre Funktion als solche ist die Übertragung der Kultur im Fortgang der Generationen. Diese Kulturübertragung ist in jedem Akte die Wiederverlebendigung, Resubjektivierung eines in einem Kulturobjekt gestalteten ‚objektivierten‘ Sinngehaltes.“
In Meisters Kulturphilosophie wirkte die – dem wissenschaftlichen Positivismus nahestehende – erfahrungsbezogene „Wirklichkeitsphilosophie“ von Friedrich Jodl weiter. Meister unterschied drei „Zonen“ oder „Lebens- und Schaffensgebiete“ mit zunehmender, vom Staat gewährter Freiheit, nämlich wirtschaftliche Kultur (umfasst u. a. Jagd, Landwirtschaft, Handel, Verkehr), Sozialkultur (u. a. Familie, Erziehung, Recht, Staat) und geistige Kultur im engeren Sinn (u. a. Sprache, Spiel, Wissenschaft, Religion).
Bernhard Möller, der später selbst Professor für Schulpädagogik an der Universität Oldenburg wurde, suchte am Beginn seines Pädagogik-Studiums Meister in dessen Sprechstunde auf. Dabei sagte Meister zu ihm:
„Wissen Sie, Pädagogik kann man eigentlich gar nicht studieren. Lesen Sie meine ‘Beiträge zur Theorie der Erziehung’. Als Nebenfach empfehle ich Ihnen Völkerkunde.“
Meister empfahl also seinen 1946 publizierten 200-Seiten-Sammelband, in dem mehrere kleinere Aufsätze zusammengestellt waren. Ein weiterer Sammelband mit demselben Titel erschien im Jahr nach Meisters Tod.
Es passt zu seinem vielfältigen Engagement, dass er eine große Zahl eher kleiner, thematisch weitgestreuter Publikationen herausbrachte, aber keine umfangreiche Monographie zu einem bestimmten Thema der Pädagogik, abgesehen von einem historischen Buch zum österreichischen Studienwesen (1963).
Meister „galt als trockener und pedantischer Lehrer“, aber er bemühte sich um eine Erweiterung des Lehrangebotes durch den Miteinbezug von Honorarprofessoren für Volks- und Mittelschulpädagogik sowie Theorie der Erwachsenenbildung. Diese externen Lehrer boten gleichzeitig eine gute Verbindung zum damals ÖVP-geführten Unterrichtsministerium und zum SPÖ-geführten Stadtschulrat für Wien, also zu beiden großen politischen Lagern.
Da man befürchtete, in der Pädagogik keinen geeigneten Nachfolger für Meister zu finden, behielt er den Lehrstuhl bis 1956 bei, also bis zum Alter von 75 Jahren. In der Nachkriegszeit nahm er 44 pädagogische Dissertationen an. Trotz der großen Zahl der von ihm insgesamt – vor und nach der NS-Zeit – betreuten Dissertanten kam es bei ihm zu keiner einzigen Habilitation. Sein Lehrstuhlnachfolger wurde der frühere Mittelschullehrer und im Bereich Volkshochschule aktive Josef Lehrl, der dann allerdings bereits nach einem Jahr starb. Danach wurde der bis dahin an der Hochschule Bamberg lehrende Richard Schwarz berufen (am Wiener Lehrstuhl 1958–1963).

#### Universitätsleitung
1945 wurde Meister Prorektor der Universität Wien. In den ersten Nachkriegsjahren hatten die für die Universität Verantwortlichen viele Entscheidungen zu treffen. Meister legte der Philosophischen Fakultät einen Bericht mit Vorschlägen in Bezug auf die in der NS-Zeit errichteten Universitätsinstitute vor: Meister schlug vor, das Institut für Volkskunde der Germanistik einzugliedern, auf ein eigenes Institut für die „Geschichte des Postwesens“ – da zu speziell – zu verzichten und das 1940 der Universität eingegliederte „Institut für Lebenswirtschaftskunde“, das 1940 zum Institut für die „Fächer des Frauenschaffens“ umbenannt worden war, rückzubenennen. Weiterhin ging es um die Rückberufung vertriebener Professoren; beim Psychologen Karl Bühler klappte sie nicht, wobei dieser – der 1923 ein Gegner der Berufung Meisters war – bei Meister eine „friendly attitude“ (freundliche Haltung) im Hinblick auf seine Rückkehr beobachtete. Und auch am Vorgang der sogenannten „Entnazifizierung“ wirkte Meister als jemand, der nicht Mitglied der NSDAP und somit „unbelastet“ war, maßgeblich mit, und zwar sowohl an der Universität als auch an der Wiener Akademie. Meisters „Unbelastetheit“ sollte mit Vorsicht betrachtet werden, da der Gauakt über ihn seit den 1990er Jahren nicht mehr auffindbar ist. Meister bemühte sich stets darum, auch ehemalige NSDAP-Mitglieder im Dienst zu belassen. Deshalb wurde er vom Unterrichtsministerium kritisiert, woraufhin ihm die Rechts- und Staatswissenschaftliche Fakultät 1948 ein juristisches Ehrendoktorat verlieh. Wie sehr er an der Universität geschätzt wurde, drückt sich auch in seiner Wahl zum Rektor für das Studienjahr 1949/50 aus.

#### Präsidium der Akademie der Wissenschaften
Seit 1945 war Meister Vizepräsident der – seit 1947 so bezeichneten – Österreichischen Akademie der Wissenschaften.
Zu ihrem 100-Jahr-Jubiläum legte er 1947 eine Geschichte der Akademie vor – diese Aufgabe hatte er bereits 1943 übernommen, mitten in der dramatischen Kriegszeit. Darin behandelte er auch die unmittelbar vorangegangene NS-Zeit, zeigt dabei aber eine Tendenz zum Verharmlosen. Das ist bereits an seiner Gesamteinschätzung erkennbar:
„Die Tätigkeit der Akademie selbst ist sowohl in ihrem Geschäftsgange wie nach Inhalt und Geist der Arbeiten durch die politische Wandlung nicht wesentlich beeinflußt worden.“
1951 wurde Meister Präsident der Akademie und blieb das bis 1963, also ein Jahr vor seinem Tod. Seine Aufgaben waren nach Kriegsende noch vielfältiger und zahlreicher geworden. So schrieb er in einem Brief an seinen Freund Heinrich von Srbik:
„Es ist nicht anders wie immer, als daß die schwerste Arbeit eben auf mich kommt.“
1957 wurde er zum Ehrenmitglied der Sächsischen Akademie der Wissenschaften gewählt. 

### Rolle in Entnazifizierungsverfahren
Meister war ein wesentlicher Förderer Eberhard Kranzmayers und des Akademiewörterbuches. So war Meister wohl federführend in der Entnazifizierung des illegalen Nationalsozialisten Kranzmayer und dessen Arbeit in der Akademie unter Meisters Präsidentschaft, in dem das Professorenkollegium verlangte (Meister war persönlich mit allen bekannt), dass Kranzmayer von Sühneleistungen völlig freigestellt werden musste. Ein Ansinnen, das Meister gegenüber dem Ministerium tatkräftig unterstützte.

## Schriften (Auswahl)
- Die Bildungswerte der Antike und der Einheitsschulgedanke. Selbstverlag, Graz 1920.
- Vorschläge und Anregungen zu einer Neugestaltung der pädagogischen Vorbildung der Mittelschullehrer. In: Monatshefte für deutsche Erziehung 1, 1923, S. 1–9.
- Humanismus und Kanonproblem. Gesammelte Vorträge und Aufsätze. Österreichischer Bundesverlag, Wien 1931 (zur Didaktik des altsprachlichen Unterrichts).
- Seinsformen der Kultur. In: Blätter für Deutsche Philosophie 17, 1943, S. 361–379.
- Beiträge zur Theorie der Erziehung. Sexl, Wien 1946, 2. Auflage 1947.
- Geschichte der Akademie der Wissenschaften in Wien 1847–1947 (= Denkschriften der Gesamtakademie; 1). Adolf Holzhausen Nachfolger, Wien 1947.
- Die Zonengliederung der Kultur. In: Wiener Zeitschrift für Philosophie, Psychologie, Pädagogik 3, 1951, 188ff.
- Geschichte des Doktorates der Philosophie an der Universität Wien. Rohrer, Wien 1958.
- Entwicklung und Reformen des österreichischen Studienwesens, 2 Bände. Böhlau, Graz u. a. 1963.
- Beiträge zur Theorie der Erziehung. Neue Folge. Böhlau, Graz u. a. 1965.

Bibliographien:
- Bibliographie Richard Meister 1906–1951. Zum 70. Geburtstag ... von der Universität Wien. Holzhausen, Wien 1951.
- Ludmilla Krestan: Bibliographie Richard Meister. In: Erkenntnis und Erziehung. Wien 1961, S. 169–183.
- Friedrich Kainz: Schriftenverzeichnis. In: Almanach der Österreichischen Akademie der Wissenschaften 114, 1964, S. 286–311.

## Einzelbelege
1. ↑  Nachlass in der Brandenburgischen Akademie
2. ↑  Brezinka: Pädagogik an der Universität Wien, 1995, S. 71f.
3. ↑  Im Jahresbericht des K.K. Staatsgymnasiums im III. Bezirk in Wien 1911 – an diesem unterrichtete Meister.
4. ↑  In: Österreichische Mittelschule 26, 1912, S. 94–104.
5. ↑  Erschienen im Selbstverlag, Wien 1921.
6. ↑  Brezinka: Pädagogik an der Universität Wien, 1995, S. 70, 72, 74.
7. ↑  Brezinka: Pädagogik an der Universität Wien, 1995, S. 70f.
8. ↑  Brezinka: Pädagogik an der Universität Wien, 1995, S. 72 und 78.
9. ↑  Gerald Grimm: Universitäre Lehrerbildung in Österreich. Zur Genese des pädagogischen Begleitstudiums für Lehrer an höheren Schulen von 1848 bis zur Gegenwart. In: Tertium comparationis. Journal für Internationale Bildungsforschung 6, 2000, S. 151–171, dort 158–161. open access (PDF; 222 kB).
10. ↑  Knechtel: Das Pädagogische Seminar, Diplomarbeit 2012, S. 31–34.
11. ↑  Brezinka: Pädagogik an der Universität Wien, 1995, S. 78.
12. ↑  Meister: Beiträge zur Theorie der Erziehung, 1946, S. 49, und 1965, S. 10.
13. ↑  An diese beiden Gegenspieler knüpft ein neues Plädoyer für die Gesamtschule an, von Karl Josef Westritschnig: Bildungspolitische Kontrahenten: Otto Glöckel und Richard Meister. München 2012.
14. ↑  Brezinka: Pädagogik an der Universität Wien, 1995, S. 73.
15. ↑  Klaus Taschwer: Die Bärenhöhle, eine geheime antisemitische Professorenclique der Zwischenkriegszeit. In: geschichte.univie.ac.at. Universität Wien, 4. November 2015, abgerufen am 25. Dezember 2015.
16. ↑  Lukas Wieselberg: Die Vernunft wurde schon früher vertrieben. In: science.orf.at. Österreichischer Rundfunk, 13. Juni 2012, abgerufen am 25. Dezember 2015.
17. ↑  Margarete Grandner, Thomas König: Reichweiten und Außensichten: Die Universität Wien als Schnittstelle wissenschaftlicher Entwicklungen und gesellschaftlicher Umbrüche. Vandenhoeck & Ruprecht, 2015, ISBN 978-3-8471-0414-8, S. 119 (eingeschränkte Vorschau in der Google-Buchsuche).
18. ↑  Brezinka: Pädagogik an der Universität Wien, 1995, S. 73.
19. ↑  Brezinka: Pädagogik an der Universität Wien, 1995, S. 73.
20. ↑  Knechtel: Das Pädagogische Seminar, Diplomarbeit 2012, S. 59.
21. ↑  Zitiert nach Knechtel: Das Pädagogische Seminar, Diplomarbeit 2012, S. 57.
22. ↑  Edith Saurer: Institutsneugründungen 1938-1945 . In: Gernot Heiß, Siegfried Mattl, Sebastian Meissl, Edith Saurer, Karl Stuhlpfarrer (Hrsg.): Willfährige Wissenschaft. Die Universität Wien 1938–1945. Verlag für Gesellschaftskritik, Wien 1989, S. 303–328, dort 324.
23. ↑  Angaben nach Franz Römer, Sonja Martina Schreiner: Dis-kontinuitäten. Die Klassische Philologie im Nationalsozialismus. In: Mitchell G. Ash u. a. (Hrsg.): Geisteswissenschaften im Nationalsozialismus. Das Beispiel der Universität Wien. 2010, S. 317–342, dort 327.
24. ↑  Graf-Stuhlhofer: Opportunisten, 1998, S. 155.
25. ↑  Graf-Stuhlhofer: Opportunisten, 1998, S. 155 und 157.
26. ↑  Diesen Gegensatz zwischen Meisters Verhalten in der NS-Zeit und in der Zeit danach betont Graf-Stuhlhofer: Opportunisten, 1998, S. 155 und 157.
27. ↑  Richard Meister in der Verstorbenensuche bei friedhoefewien.at
28. ↑  Meister: Beiträge zur Theorie der Erziehung, Neue Folge, 1965, S. 73.
29. ↑  Wolfdietrich Schmied-Kowarzik: Wirklichkeitsphilosophie und ihre metaphysischen Ränder. Walther Schmied-Kowarzik zwischen Friedrich Jodl und Friedrich Kainz. In: Michael Benedikt u. a. (Hrsg.): Verdrängter Humanismus – verzögerte Aufklärung, Bd. V: ... Philosophie in Österreich (1920–1951). Wien 2005, S. 241–253, dort 243.
30. ↑  Walter Heinrich: Die Ganzheit von Wirtschaft, Staat und Gesellschaft. Ausgewählte Schriften, aus Anlass seines 75. Geburtstages hrsg. von J[ohann] Hanns Pichler. Duncker + Humblot, Berlin 1977, S. 129f.
31. ↑  Bernhard Möller (Hrsg.): Geschichte der Pädagogik an der Universität Oldenburg in Selbstdarstellungen [Band 1]. Oldenburg 1999, S. 121–147, dort 127 (Digitalisat [PDF; 876 kB]).
32. ↑  Das Buch von 1946 ist in Antiquariaten zahlreicher vorhanden als das Buch von 1965, vielleicht eine Folge davon, dass es damals den Studierenden von Meister empfohlen wurde.
33. ↑  Brezinka: Pädagogik an der Universität Wien, 1995, S. 76f.
34. ↑  Brezinka: Pädagogik an der Universität Wien, 1995, S. 77.
35. ↑  Zu Lehrl (* 26. April 1894 in Waidhofen an der Ybbs; † 11. November 1957 in Wien) siehe Erwachsenen-Bildung: Josef Lehrl.
36. ↑  Zu Richard Schwarz (1910–1985) siehe Klaus-Peter Horn: Erziehungswissenschaft in Deutschland im 20. Jahrhundert. Zur Entwicklung der sozialen und fachlichen Struktur der Disziplin von der Erstinstitutionalisierung bis zur Expansion. Bad Heilbrunn 2003, S. 131.
37. ↑  Saurer: Institutsneugründungen, 1989, S. 321 und 308.
38. ↑  Gerhard Benetka, Werner Kienreich: Der Einmarsch in die akademische Seelenlehre. In: Gernot Heiß, Siegfried Mattl, Sebastian Meissl, Edith Saurer, Karl Stuhlpfarrer (Hrsg.): Willfährige Wissenschaft. Die Universität Wien 1938–1945. Wien 1989, S. 115–132, dort 126.
39. ↑  Insbesondere seine Tätigkeit im Rahmen der Akademie wird beschrieben in den Beiträgen von Johannes Feichtinger und Dieter J. Hecht in: Johannes Feichtinger u. a. (Hrsg.): Die Akademie der Wissenschaften in Wien 1938 bis 1945. Katalog zur Ausstellung. Verlag der Österreichischen Akademie der Wissenschaften, Wien 2013, S. 159–197.
40. ↑  Klaus Taschwer: Hochburg des Antisemitismus. Czernin Verlag, Wien 2015, S. 241, Fußnote 410.
41. ↑  Brezinka: Pädagogik an der Universität Wien, 1995, S. 76.
42. ↑  Meister: Geschichte der Akademie, 1947, S. 183. Zitiert und hinterfragt bei Graf-Stuhlhofer: Akademie der Wissenschaften in Wien, 1995, S. 133.
43. ↑  Am 23. Okt. 1945. Zitiert nach Graf-Stuhlhofer: Opportunisten, S. 155.
44. ↑  Stefan Dollinger: Dove-tailing with Nazism: Eberhard Kranzmayer's fascist years and the One Standard German Axiom. In: Journal of Language and Politics. Band 24, 2024, S. Figure 7: „Meister reported unanimous support for Kranzmayer on 22 May 1948 by the Professorenkollegium ... under the condition ... that he be "deregistered" as a party member or exempt from reparations“
45. ↑  Stefan Dollinger: Eberhard Kranzmayers dovetailing with Nazism. In: Discourse & Society 36(2). 2024, abgerufen am 18. August 2025 (englisch): „On 24 May 1948, Richard Meister – Vice-President of the ÖAW and of deutsch-national orientation (Taschwer, 2015: 241 & 10) – wrote to the Ministry’s of Education’s Dr. Skrebensky, Sektionschef for universities. Meister reported unanimous support for Kranzmayer on 22 May 1948 by the Professorenkollegium of the Vienna Philosophische Fakultät (Figure 6). ... The collegiate of professors expressed (#1) as condition of Kranzmayer’s employment that he be ‘deregistered’ as a party member or exempt from reparations.“

Erster Lehrstuhl:
Albert Muchar (1827–1849) |
Karlmann Tangl (1850–1863) |
Karl Schenkl (1863–1875) |
Otto Keller (1875–1881) |
Alois Goldbacher (1882–1908) |
Josef Mesk (1909–1914) |
Richard Meister (1918–1920) |
Karl Mras (1921–1933) |
Otmar Schissel von Fleschenberg (1926–1943) |
Carl Koch (1943–1945) |
Endre von Ivánka (1947–1961) |
Karl Vretska (1961–1971) |
Eugen Dönt (1971–1981) |
Walter Pötscher (1982–1997) |
Eveline Krummen (1999–2021)
Zweiter Lehrstuhl:
Emanuel Hoffmann (1850–1856) |
Max Theodor von Karajan (1857–1904) |
Richard Cornelius Kukula (1905–1919) |
Karl Prinz (1919–1939) |
Hans Gerstinger (1940–1960) |
Franz Stoessl (1961–1981) |
Franz Ferdinand Schwarz (1982–1996) |
Ursula Gärtner (seit 2016)
Dritter Lehrstuhl:
Wilhelm Kergel (1871–1891) |
Heinrich Schenkl (1892–1917) |
Josef Mesk (1917–1940)
Erster Lehrstuhl:
Hermann Bonitz (1849–1867) |
Theodor Gomperz (1869–1899) |
Hans von Arnim (1900–1914) |
Heinrich Schenkl (1917–1919) |
Hans von Arnim (1921–1930) |
Johannes Mewaldt (1931–1946) |
Hans Oellacher (1946–1949) |
Albin Lesky (1949–1967) |
Hans Schwabl (1968–1993) |
Eugen Dönt (bis 2007) |
Stefan Büttner (seit 2011)
Zweiter Lehrstuhl:
Karl Josef Grysar (1850–1856) |
Emanuel Hoffmann (1856–1896) |
Friedrich Marx (1896–1899) |
Edmund Hauler (1899–1930) |
Alfred Kappelmacher (1931–1932) |
Karl Mras (1933–1938) |
Richard Meister (1938–1945) |
Karl Mras (1945–1953) |
Walther Kraus (1955–1973) |
Hans Strohm (1974–1976) |
Adolf Primmer (1973–1999) |
Farouk Grewing (2007–2015) |
Andreas Heil (seit 2017)
Dritter Lehrstuhl:
Johannes Vahlen (1858–1874) |
Karl Schenkl (1875–1899) |
Michael Gitlbauer (1901–1903) |
Ludwig Radermacher (1909–1937) |
… |
Rudolf Hanslik (1951–1977) |
Franz Römer (1978–2011) |
Hartmut Wulfram (seit 2013)
Vierter Lehrstuhl:
Wilhelm von Hartel (1869–1895)
Ludwig Adamovich |
Johann Sölch |
Wolfgang Denk |
Richard Meister |
Johannes Gabriel |
Alfred Verdross-Drossberg |
Wilhelm Czermak |
Alfred Verdross-Drossberg |
Leopold Schönbauer |
Johann Radon |
Carl Johann Jellouschek |
Johann Schima |
Erich Schenk |
Erwin Schneider |
Tassilo Antoine |
Othmar Kühn |
Franz Arnold |
Roland Graßberger |
Albin Lesky |
Karl Fellinger |
Nikolaus Hofreiter |
Karl Hörmann |
Fritz Schwind |
Walther Kraus |
Fritz Zerbst |
Richard Biebl |
Alexander Dordett |
Günther Winkler |
Siegfried Korninger |
Franz Seitelberger |
Kurt Komarek |
Manfried Welan |
Richard Plaschka |
Hans Tuppy |
Walter Kemmerling |
Christian Brünner |
Werner Biffl |
Alfred Ebenbauer |
Johannes Hengstschläger |
Peter Skalicky |
Wolf Rauch |
Georg Winckler |
Christoph Badelt |
Hans Sünkel |
Heinrich Schmidinger |
Sonja Hammerschmid |
Oliver Vitouch |
Eva Blimlinger |
Oliver Vitouch (interim.) |
Sabine Seidler |
Oliver Vitouch |
Brigitte Hütter
| Personendaten    | Personendaten                              |
| ---------------- | ------------------------------------------ |
| NAME             | Meister, Richard                           |
| KURZBESCHREIBUNG | österreichischer Altphilologe und Pädagoge |
| GEBURTSDATUM     | 5. Februar 1881                            |
| GEBURTSORT       | Znaim, SüdMähren                           |
| STERBEDATUM      | 11. Juni 1964                              |
| STERBEORT        | Wien                                       |